# Jaime Quintanilla
Jaime Quintanilla Martínez (Corunha, 13 de Junho de 1898 — Ferrol, 18 de Agosto de 1936), foi um político e escritor galego, médico cirurgião de profissão.

## Biografia
Estudou Medicina em Santiago de Compostela. Em 1917 abriu uma clínica de cirurgia na sua cidade natal. A sua actividade política orientou-se em parâmetros de esquerda e, contra o pensamento maioritário na secção galega do PSOE em que militou, na defesa do galeguismo, participando na I Assembleia das Irmandades da Fala decorrida em Lugo em 1918, além de outras actividades políticas posteriores.
Quintanilla, participou em vários jornais, tais como Ferrol Deportivo, Diario de Vigo ou El Correo Gallego, vindo a ser director e redactor chefe do último referido. Dirigiu ainda a revista galeguista Céltiga e, como escritor, publicou obras como "Saudade" (1922), a comédia dramática "Alén", o drama "Donosinha" ou o trabalho "O nazonalismo musical galego".
Foi o primeiro primeiro autarca em Ferrol durante a II republicano, como militante do PSOE e coligado com o Partido Republicano Radical. Jaime Quintanilla foi presidente da Câmara de Ferrol até outubro de 1934, quando foi destituído governativamente, acusado de ter participado nos acontecimentos revolucionários desse ano na cidade que governava.
Presidiu a Federação de Colectividades Socialistas da província da Corunha, em fevereiro de 1936. Após a vitória da Frente Popular, recuperou o seu posto de vereador, embora não voltasse a ocupar a presidência da Câmara, devido às suas ocupações profissionais. O seu companheiro Antonio Santamaría deteve o posto de autarca nessa altura. Fez parte também da direção da Deputação Provincial da Corunha, presidida por José López Bouza, de Izquierda Republicana e participou na campanha para o referendo de aprovação do Estatuto de Autonomia da Galiza de 1936.
Durante a sublevação militar fascista contra o governo republicano a 18 de julho de 1936, foi detido e levado a prisão duas vezes, ficando livre na primeira ocasião. Na segunda, foi detido definitivamente, primeiro em Marinha e depois no barco prisão Plus Ultra (correio de Transmediterrânea) e foi fuzilado a 18 de agosto pelos fascistas nos muros do cemitério de Canido, junto com outros catorze presos e presas, sendo o seu corpo um dos milhares desaparecidos durante a repressão franquista.